# 신과함께
《신과함께》는 주호민의 웹툰이다. 한국의 민속 신들을 현대적 감각으로 재해석했다. 총 3부로 이뤄져 있으며 각각 저승, 이승, 신화를 다룬다.
영화 및 드라마로 제작 중이며 영화 1편은 2017년 공개되었다. 2011년부터 일본에서 리메이크되어 영 간간(작화 : 미와 요시유키)에서 연재하였다. 현재 네이버 웹툰에서 2017년 6월 14일부터 재연재 중이다.
그러나, 내용은 허구이다.

## 수상 경력
저승편은 2010년 독자만화대상 온라인만화상과 2011년 부천만화대상 우수이야기만화상, 대한민국 컨텐츠어워드 만화대상 대통령상, 독자만화대상 대상을 수상했으며, 한국만화 명작100선에 선정되었다.

## 작품 소개

### 1부 저승편
2009년에 향년 39살로 세상을 떠난 주인공 김자홍의 저승에서의 여정을 그린 만화로서 김자홍이 자신에게 선임되어 있는 국선변호사 진기한의 도움으로 많은 역경, 어려움을 헤쳐나가고 있다.

#### 등장인물

##### 김자홍 관련김자홍(1971년3월 19일~2009년12월 7일)
신과 함께의 주인공. 아주 평범하게 살다 죽은 전형적인 대한민국의 직장인. 향년 39살의 일기로 직장상사의 강요에 의한 음주로 인한 암 합병증으로 사망했다. 미혼. 지극히 평범한 인물.
- 진기한

신임 국선변호사. 머리가 상당히 비상하며 결단력 또한 탁월하다. 재판이나 여행에 필요한 물품을 즉시 준비해두고 심지어 의뢰인인 김자홍을 위해 서천식물원(서천꽃밭)에 침투하여 도둑질까지 마다하지 않는다. 뛰어난 능력을 인정받아 송제대왕에게 판관직을 제의받기까지 했으나 심판은 적성에 맞지 않고 영혼을 구제하는 쪽이 적성에 더 잘맞는다 하여 거절했다. 또한 200년만의 신장급 변호사 자격을 얻을 기회는 신장급 변호사는 착한사람만 변호할 수 있기 때문에 모든사람을 변호하고 싶어서 스스로 포기한다. 과민성 대장 증후군을 앓고 있다.
- 할머니

김자홍이 초군문행 지하철에 탔을 때 추위에 떨고 있던 것을 김자홍이 노잣돈으로 내복을 구매해 선물해준 사람. 그 실상은 살아 생전 남에게 베풀기만 하다가 죽은 노인으로 선업이 엄청나게 쌓인 덕에 신장급의 초일류 변호사가 그녀에게 선임되었다. 후속작인 '신과 함께' 이승편의 주인공 중 하나인 동현의 할머니이기도 함. 모든 재판을 마치고 천상계로 가게된다.
===== 죽은 사람을 데려가는 사람들——-
저승차사는 저승사자라고도 불린다.
- 강림도령

저승사자의 리더. 그는 음식이   다른 사람의 뇌물인 줄 모르고 먹었다가 그의 수명을 늘려준 과오때문에 자신이 직접 차사의 임무를 하지 않게 되었고 실질적인 차사의 임무를 해원맥과 그의 여자 부하에게 임명했다.  강림도령은 주로 도망치는 원귀를 잡는 것과 나머지 차사인 해원맥과 이덕춘을 관리하는 일을 담당하고 있다. 고소공포증이 있으며 불쌍하게 죽어간 유성연과 김희승의 사연을 듣고 소대장에게 낙인을 찍어 남은 인생과 상관없이 사후 변호사를 선임하지 못하도록 조치했다. 유성연 사체유기 목격자인 송구현을 협박하여 유성연의 억울함을 풀었다. 사인검의 사용역량 등의 능력은 해원맥보다 못하며 성격도 개차반스러운 점이 많아서 염라대왕을 난감하게 하기도 한다. 특히 염라대왕이 특별히 강림도령에게만 허락한 낙인을 너무 남발해서 염라대왕으로부터 이승일에 참견한다고 크게 혼나고 낙인을 10년에 한번만 쓰는걸로 재한됐고 사만이의 뇌물을 받아먹은 것 때문에 저승사자에서 박탈당했다. 하지만 차사로서 영혼을 인솔하는 능력은 으뜸이다. 또한 살아생전에 염라대왕의 저승세계와 전투를 벌인 적이 있다. 사실 말이 전투지 압도적으로 패배한다.
- 해원맥

일직차사, 그의 여자 부하와 같이 저승사자의 일을 하고 있다. 강림도령의 밑에서 일하지만 사인검의 사용법을 완벽하게 터득하여 강림도령을 쓰러뜨린 유성연의 악귀를 진압시킨다. 신과함께 신화편 차사전에서 몇 만년 전 한 고을의 군관으로 나와 성격이 너무 곧은 탓에 변방으로 보내지고 그곳에서 이덕춘 (월직차사)를 보호하려다 죽게 된다.
- 이덕춘

월직차사, 저승사자 중 막내. 원래는 저승사자 3인방이 모두 남자이지만 극중 분위기를 부드럽게 만들기 위해 작가 주호민은 저승사자만 여자로 설정했다. 그녀는 다른 능력은 대부분 뛰어나지만 팔의 힘은 약한 편이기 때문에 그는 그녀에게 칼 대신 권총을 사용하도록 했다. 저승차사임에도 불구하고 정이 많아 그의 부하와 강림에게 구박을 많이 받는다. 또 육감이 발달하여 사람을 찾는 능력이 있다. 그녀는 극중 저승사자의 리더인 그 남자를 짝사랑 하는 듯하다. 신화편에서 그녀의 과거가 드러나는데 변방지역에 살던 소녀로 그를 구하려다 죽게 된다.
그녀는 총으로 작업반장을 쏘아서 그를 기절시켰다.

##### 5방신장
5방신장은 군신부 소속으로 문왕신인 녹두생이의 형들이다(6째형 제외). 이승에 머무르면서 자신의 방향을 수호하는 임무를 띤 신장이다. 따라서 해당 위치에서는 수장이지만 그 위치를 벗어날 수 없다.
- 전욱

북방흑제신장. 이승에서는 청소부의 일을 하고 있다. 유성연이 도주하자 진압하기 위해 맞서다가 유성연의 공격을 당했다.
- 태호 복희

동방청제신장. 이승에서는 경비원의 일을 하고 있다.
- 신농 염제

서방백제신장. 이승에서는 의사의 일을 하고 있다. 강림도령이 염제에게 유성연을 체포하라고 명령하자 자신의 담당구역을 비울 수 없다는 이유로 거절하면서 소속이 다름에도 불구하고 명령조로 말한다는 이유로 강림도령을 꾸짖었다.
- 소호

남방홍제신장. 이승에서는 주유소 아르바이트를 하고 있다.
- 황제 헌원

중앙황제신장. 이승에서는 빵집에서 아르바이트를 하고 있다.

##### 저승시왕 관련
- 진광대왕

저승 첫 관문의 수장. 진광, 초강, 송제대왕은 3형제로서 진광대왕이 장남이다. 최근 고령의 연령으로 재판을 대충 넘어가려는 탓에 그 날의 마지막 재판은 대부분 피고가 승소한다. 패소하면 뫼비우스의 띠모양의 칼선다리를 맨발로 타야하는 형벌을 받는다.
- 초강대왕

저승 두 번째 관문의 수장. 초강대왕에게 가기 위해서는 삼도천을 건너야 하는데 죄의 무게에 따라 대여되는 배가 달라지는 항구를 두고 있다. 진광, 초강, 송제대왕은 3형제로서 초강대왕이 차남이다. 패소하면 끓는 탕에 튀겨지는 형벌을 받는다.
- 현의옹&탈의파

초강대왕에게 가기 전의 관문인 삼도천의 항구 책임자. 삼도천을 건너려는 영혼의 죄의 무게를 달아 이에 걸맞은 배를 대여하거나 아무것도 대여하지 않거나 심지어는 발목에 추를 매달기도 한다.
- 태산부군

초강대왕에게 배속된 판관. 죄업을 캐는 일을 하고 있다.
- 흑암천녀

초강대왕에게 배속된 판관. 선행을 조사하는 일을 하고 있다.
- 송제대왕

저승 세 번째 관문의 수장. 송제대왕은 효도와 다른 사람들의 마음을 상하게 했는지, 은혜를 원수로 갚는지의 여부를 묻는다. 또한 송제대왕은 업관을 둬서 티끌만큼의 죄라도 있는 모든 사람들의 손과 발을 통행료로 받는다. 송제대왕에게 패소하면 저승에서 유일하게 얼음이 녹지 않는 곳인 한빙협곡의 얼음 속에 가둔다. 이를 한빙지옥이라 한다. 김자홍을 변호해주는 진기한의 모습에 반한 송제대왕은 즉석에서 진기한에게 판관직을 제의했으나 진기한은 영혼을 심판하는 것이 적성에 맞지 않는다며 거절했다. 이에 송제대왕은 무척 아쉬워한다. 진광, 초강, 송제대왕은 3형제로서 송제대왕은 막내임에도 불구하고 형들과 달리 재판에 있어서 가장 엄격하다.
- 오관대왕

저승 네 번째 관문의 수장. 이름처럼 살생,폭행,간음,주사,망언의 죄를 심판한다.마지막 망언의 추인 작관추는 피고인이 올라가는 접시라고 한다 다른 관문과는 달리 문서가 아닌 저울에 영혼이 지니고 있는 죄의 무게를 달아 판결한다. 그 저울의 기준은 매우 엄격하여 여기까지 도달한 영혼의 과반수가 패소하여 검수지옥에 떨어져 잎사귀가 칼인 검수림을 영원히 헤메게 된다. 10명의 저승시왕 중에서 유일하게 존댓말을 사용하며 약간 매드 사이언티스트 기질을 보유하고 있다.
- 염라대왕

저승의 다섯 번째 관문의 수장으로 저승시왕들 중 최선임자이다. 저승의 모든 관문수장들의 대표격인 인물. 염라대왕은 입으로 지은 죄를 심판하며 염라대왕에게 패소할 경우 발설지옥에 떨어지게 된다. 염라대왕은 생전의 업을 비추는 거울인 업경으로 판결하며 여기에서 발설지옥에 떨어지면 영혼의 혀를 뽑아서 그 위에 밭을 간다. 저승의 모든 시왕들 중 그 서열이 가장 높으며 다른 저승시왕들과 저승차사들을 관리한다. 최근 악플러들의 만행으로 인해 손가락도 뽑아서 밭을 가는것을 검토하고 있다. 주호민의 신과함께에서의 염라대왕은 공포라는 기존의 이미지와는 달리 굉장한 미중년의 얼굴에 유쾌하고 호탕하며 이해심이 깊고 털털한 사람으로 묘사되었다.
- 변성대왕

저승의 여섯 번째 관문의 수장. 변성대왕은 살인, 강도 등 강력범죄를 다스리며 변성대왕에게 패소할 경우 독사지옥에 떨어져서 끊임없이 독사에 물어뜯기게 된다. 또한 죄인의 친한친구나 친척들의 죄까지 살펴 죄가 무거울 경우 떨어질 가능성이 높고 죄가 가벼울 경우 약간의 가산점을 얻어 자신뿐만이 아니라 다른 자신의 친구들이나 친척들 또한 죄가 가볍게된다.(연좌제 적용)
- 태산대왕

저승의 일곱 번째 관문의 수장. 태산대왕은 상법위주로 죄를 추궁하며 태산대왕에게 패소할 경우 거해지옥에 떨어져 온 몸이 톱으로 토막나게 된다. 민머리에 하얀 눈의 거한으로 49일간의 재판이 끝나면 나머지 3재판을 더 받을 것인가, 아니면 6도윤회의 문을 통과할것인가의 기회를 준다.
- 평등대왕

저승의 여덟 번째 관문의 수장.평등왕의 대궐에 이르는 길에는 철빙산이라고 하는 너비 오백리 되는 곳이 있는데 보통의 얼음이 아니라 두꺼운 쇠얼음으로 되어 있어서 죄인이 건너려고 발걸음을 옮기면 온몸이 추위 때문에 사시나무처럼 떨게 된다고 한다. 그리하여 아직 얼음이 닿지도 않았는데 살이 갈라져 피가 흐르며 차가운 바람이 얼음을 부숴대는 소리는 천둥과 같다. 죄인이 얼음에 들어갈 때 슬퍼서 멈추기라도 하면 옥졸이 뒤에서 야단을 친다. 얼음의 두께는 사백리로 죄인이 들어가기를 기다리는데, 얼음은 곧바로 부서지지 않고 죄인이 다 들어가면 닫혀서 가려진다. 가리는 것뿐 아니라 얼음이 마치 긴 칼날처럼 몸을 부순다.
- 도시대왕

저승의 아홉 번째 관문의 수장. 죽은 이를 위해 법화경을 제작해야 한다든가, 아미타불을 조성하면 춥고 뜨거운 고통을 없애준다든가, 불경의 힘에 의해 다시 태어날 곳이 정해진다.
- 오도전륜대왕

죽은 이의 영혼을 다스리고 생전의 행동을 심판하여 상벌을 주는 지옥의 열번째 왕이다. 죽은 넋이 3년째 되는 날에 오도전륜대왕에게 열 번째이자 마지막 심판을 받고 생전의 행위에 따라 다시 태어날 곳이 결정된다. 오도전륜대왕이 관장하는 지옥은 경전마다 다르나 암흑 속에 갇히는 벌을 내리는 흑암지옥을 관장하며 자식을 낳지 못한 죄를 다스린다.
평등대왕, 도시대왕, 오도전륜대왕은 김자홍이 49재 재판이 끝나고 윤회의 문에 들어가서 등장하지 않는다.
- 귀왕대

근대화된 저승에서 귀왕을 대신하여 임무를 수행하고 있다. 각 판관들에 배속되어 판관들의 병력 역할을 하고 있다.

#### 지명
- 진기한 변호사 사무소

진기한이 월세를 주고 임대한 사무실. 환경은 굉장히 열악하며 5평 남짓한 방에는 창문도 없다.
- 서천식물원(서천꽃밭)

이승의 식물원과는 조금 다른 개념의 식물을 재배하는 곳으로 현재 할락궁이가 총책임자이다. 여기서 재배하는 식물은 다음과 같다. 원강아미를 살리기 위해서, 이승에 복수를 하려고 사라도령이 연구하여 만든꽃이기도 하다.
- 숨살이꽃 : 이미 죽은 영혼을 부활시키는 꽃
- 뼈살이꽃 : 뼈가 다시 돋아나게 하는 꽃
- 피살이꽃 : 피가 다시 흐르게 하는 꽃
- 살살이꽃 : 새로운 살이 돋아나게 하는 꽃
- 웃음꽃 : 보기만 해도 웃음을 참지 못하는 꽃
- 울음꽃 : 보기만 해도 울음을 참지 못하는 꽃
- 싸움꽃 : 보기만 해도 서로 싸우게 되는 꽃
- 수레멸망악심꽃: 전 꽃감관 사라도령이 이승을 멸망시키려고 만든 꽃으로 보기만 해도 서로를 먹는데, 이 꽃을 이승에 두면 3일(사흘) 이내에 멸망한다. 할락궁이가 이 꽃을 천년장자 일가에게 딱 한번 사용하고 그 후 없앤다. 하지만 이 꽃의 씨앗들을 업강의 물고기가 먹고 아귀고래가 되었다는 설도 있다.
- 객맞이꽃: 손님이 오는 것을 미리 알고 피는 꽃
- 혼살이꽃: 혼을 살리는 꽃

- 삼도천

초강대왕에게 재판을 받기 위해서 반드시 건너야 할 강. 인근에 항구가 있으며 이 항구는 현의옹과 탈의파가 관리한다. 영혼의 죄의 무게에 따라 배를 대여해주거나 대여해주지 않기도 하며 많은 사람을 상대로 무거운 죄를 저지른 경우는 배를 빌려주기는커녕 다리에 추를 매달아버린다. 강물 속에는 하얀 독사들이 서식하고 있으며 죄가 많아 배없이 강을 건너는 영혼의 살을 물어뜯어 먹으며 연명하고 있다.
- 업강

끓는 물이 흐르는 강으로 아귀고래 같은 무서운 어류들이 들끓고 있다.
- 한빙협곡

그 자체가 한빙지옥. 송제대왕과의 재판에서 패소할 경우 갇히게 된다. 최근 불효자들이 넘치는 바람에 한빙협곡은 살아생전 불효자였던 이들의 영혼으로 초만원 상태이다.
- 검수림

그 자체가 검수지옥. 나뭇잎이 칼날로 이루어진 나무들로만 구성되어 있는 울창한 숲.
- 지장 법률 대학원

저승 최초의 변호사 양성 기관으로 지장보살이 혼자 힘으로는 모든 영혼을 구제하는 것이 역부족이라 판단하여 저승 근대화 심에서 활동을 잠시 중단하고 학교를 세웠다. 변호사 양성 외에 각 지옥의 판관까지 양성하게 되었으며 모든 과정이 끝나면 우수한 성적의 학생은 각 지옥의 판관으로 임용되고, 대부분의 학생들은 염라국에 소속되어 국선 변호사로 임용된다. 주인공의 변호사 진기한은 이 학교 출신이다.

### 2부 이승편
2011년 9월 2일까지 연재가 되었다. 가택신들을 중심으로 하는 에피소드이다.

#### 등장인물
- 김천규(1934년 ~ 2011년)

1부에서 등장했던 내복 할머니의 남편으로 어린 손자와 단 둘이 가공의 지역인 서울시 수자구 한울동에 소재한, 재개발을 앞둔 판자촌에서 살고 있다. 2부 3회에서 인쇄된 강림도령의 최신명부에 의하면 사망이 예정되어 있다. 이는 신과 함께 2부 3화 맨 마지막 컷에 나와 있다. 용역업체 드래곤 파워의 행패에 시달리다 결국 심장마비로 사망해 저승으로 가서 재판을 받게 된다.
- 김동현(2004년 ~ 2011년)

김천규의 손자. 초등학교 입학을 앞두고 있다. 그 정체는 문왕신. 사람들이 문을 꽉꽉 잠가서 소멸될 위기에 처한 것을 성주신과 측신도 모르게 조왕신이 환생시킨 것이다.
- 성주신

동현이네 집을 지키는 3명의 신 중 한 명. 집 자체를 지키고 있다. 김천규가 사는 집 전체를 수호하며 집이 제대로 관리가 되지 않아서 골치를 썩고 있다. 드래곤 파워라는 용역업체에 의해 성주단지가 깨져 소멸한다.
- 조왕신

동현이네 부엌을 지키는 신. 할머니 사후 식재료가 모두 떨어지자 골치를 썩고 있다.
- 측신

동현이네 화장실을 지키는 신. 화장실이 정리가 되지 않아서 화장실을 이미 포기했다. 조금 까칠한 성격이지만, 김동현을 누구보다 생각하는 자상한 마음도 가졌다.
- 철융신

동현이네 집의 장독대의 장맛을 지키는 신. 거의 쥐죽은듯 조용히 있었으나 용역 철거단들의 횡포로 동현이의 집을 수호하고 있다. 가택신들 중 최강의 전투력을 가졌다. 집을 너무 비운 상태에서 힘이 빠지고 용역 철거단 일원인 깝수가 운전한 포크레인으로부터 집을 지키려다 사인검의 기운 때문에 소멸한다.
- 문왕신

작품에서는 녹두생이라고 불림. 조왕신의 막내아들
- 박성호(1988년~)

대학생으로 등록금을 벌기 위해 어쩔 수 없이 철거용역 일을 하게 되었다. 사실 본래 성격은 나쁘지 않다.
- 동현이 엄마

동현이의 엄마로 동현이를 김천규네 집에 맡겨두고 가출을 했다.
- 장학봉

오락실을 운영하며 동현이를 많이 아껴줌. 김천규 옹과 동네 친구 사이다. 후에 저승에 진기한 변호사의 의뢰인이 된다.
- 드래곤 파워

재개발을 위해 움직이는 용역 철거단 중 하나. 저승편의 소대장처럼 사람됨이 개차반이며(위의 박성호는 예외) 성주신과 철융신 소멸의 원흉이다. 작중에서 벌을 받진 않았으나 저승에선 지옥행을 면하기 힘들 것으로 예상된다.

### 3부 신화편
2012년 1월 11일부터 2012년 8월 29일까지 연재되었다.

#### 등장인물
- 천지왕

옥황상제. 천상계 최고의 신이다. 대별과 소별의 아버지이다.
- 대별

천지왕의 장남. 저승의 왕이자 소별의 형이다. 동생의 속임수에 당해 저승의 왕이 된다. 동생 소별과는 달리 이해심이 많고, 규율이 없는 저승을 바로 잡아가며, 염라대왕을 선임한다. 저승에서 일어나는 여러 일들을 처리해 나가고 있다.
- 소별

천지왕의 차남. 이승의 왕이자 대별의 동생이다. 비열한 속임수를 써서 이승의 왕이 된다. 비열하고, 간사한 성격이다. 소별이 왕이 됨으로 이승의 균형이 깨지게 된다. 자기만의 방법으로 이승을 다스린다. 이승에서 무슨 일이 일어나든 전혀 신경 쓰지도 않는다.
- 수명장자

인간세상의 지배자. 난폭한 성정으로 늑대, 맹금류, 매머드 등 동물들을 부릴 줄 안다. 소별에게 거열형을 당해 비참한 죽음을 당한다. 수명장자는 몸이 갈기갈기 찢기면서 찢겨진 몸 조각 하나하나가 파리, 모기, 바퀴벌레 등의 해충이 되었다. 그 후 염라대왕에 의해 흑암지옥에 가두어 진다.
- 사라도령

이승 김진국의 태자였으며, 전직 서천꽃밭의 꽃감관. 이승에 안좋은 사연이 있어, 대별과 소별의 대결에서 소별이 이승의 왕이 될 수 있도록 도움을 준다. 그러나 할락궁이를 만난 후 할락궁이에게 서천꽃밭의 꽃감관 자리를 넘겨준다.
- 책파는 할아버지

길거리에서 책을 팔고있다. 신화편 대별소별전을 시작하는 발단이 된다.
- 학생

책파는 할아버지에게 대별소별전 이야기를 듣는다. 잠깐 등장한다.
- 그녀의 수행자

이승에 있을 때 군관으로 일했으며, 화적에게 아내와 두 아이를 잃었다. (당시 해원맥은 만취 상태라 저항을 못했다. 그 후 해원맥은 술은 입에 대지도 않는다.) 북방으로 좌천을 받은 후에는 오랑캐들에게는 하얀 삵 이라고 불렸다. 그는 그녀와 만나기 전에는 매우 난폭한 인물이었으나, 후에 자신이 한 잘못을 깨닫고 그는 그녀와  그 가족들을 보호해준다. 그는 그녀의 부모를 죽인 것이 평생 한이 되어 그녀와 함께 사망자를 저승으로 데려가는 사람이 된다.
- 이덕춘

그녀는 이승에 있을 때 어린 고아였다. 하얀 삵에게 부모님을 잃은 아이들을 돌보며 함께 살고 있었다. 그녀는 토벌대장을 죽인 뒤 그의  도움으로 사망자를 저승으로 데려가는 사람이  되었다.
- 김맹호

강직하고 고지식한 성격 때문에 북방으로 좌천당했다. 그 곳에서도 고지식함을 버리지 못하고 오랑캐는 무조건 다 죽여야만 한다는 일념하에 이덕춘과 이덕춘이 돌보는 오랑캐 아이들까지 몰살시키려다가 오랑캐 아이들을 살리려는 해원맥과 크게 갈등한다. 그녀에게 살해되며, 동시에 그녀도  죽인다.
- 원강아미

이승 원진국의 공주였으며, 사라도령의 아내이며 동시에 할락궁이의 어머니이다. 그녀는  남자 악당에게  붙잡혀 노비생활을 하다가 도주를 시도하지만 붙잡혀서 살해당했다. 하지만 도주에 성공한 그녀의 아들에 의해 부활하여 천상계로 가게 된다.
- 염라대왕

발설지옥을 주관하는 시왕. 대별왕의 선임을 받고 있다. 대별왕에게 염마라사라는 이름을 받나, 줄여서 염라라는 이름으로 부르게 된다. 후에 해원맥과 이덕춘을 차사로 임명한다.
- 천년장자

천상에서 이승으로 추방당한 천상계의 사람. 자신의 집에 오는 여자 손님들을 모두 자신의 여자로 만들려고 하는 추악한 성격을 가진 인물. 할락궁이의 어머니인 원강아미를 붙잡아서 자신의 여자로 만들려다 거절당하자 노비로 부려먹다가 잔인하게 살해한다. 결국 화가 난 할락궁이에 의해 비참한 죽음을 당했다.
- 할락궁이

사라도령과 원강아미의 아들. 엄청난 역경을 이겨내고 서천꽃밭의 총책임자가 된다. 어머니인 원강아미와 같이 천년장자에게 붙잡혀서 노예생활을 하다가 도주에 성공해서 아버지인 사라도령을 만난 이후 서천꽃밭에서만 나는 식물의 도움으로 천년장자 일가를 몰살시키고, 어머니 원강아미를 부활시켰다.
- 황우양

이승에서 최고로 잘나가는 건축가. 황산뜰에서 산다. 옛날에 이미 건축일을 접었지만 염라대왕이 차사를 시켜 저승으로 데려와 대별궁을 완공시키게 했다. 단 시간에 대별궁을 완공하였으며, 소진뜰에 사는 소진항에 횡포를 알고 그에게 복수를 한다. 후에 성주신이 된다.
- 막막

황우양(성주신)의 부인. 황우양으로 둔갑한 소진항에게 넘어갈 뻔 했지만, 소진항이 거짓말을 한 것을 알고 지혜를 발휘하여 황우양과 같이 복수한다. 보기보다 힘이 장사이다. 후에 지신(터주신)이 된다.
- 소진항

소진뜰에 사는 이승에서 천년장자 다음으로 가는 색마. 막막부인을 차지하기 위하여 황우양으로 변신한다. 모습을 자유자재로 변신할 수 있으며, 인간이라기보다는 요괴에 가깝다. 막막을 깔보았다가 한방에 당했으며, 후에 길가의 장승(서낭신)이 된다.
- 남선비

주년국 남선고을에 사는 선비 아무것도 하지 않고 지냈으나, 아내의 성화에 쌀을 팔러 오동국으로 떠난다. 오동국에서 만난 노일자대의 미모에 빠져 쌀을 몽땅 빼앗기고, 독약으로 인해 시력까지 잃고 만다. 상당히 고지식한 인물.
- 여산부인

남선비의 아내, 남선비와는 달리 지혜롭고 현명한 사람으로 가난을 해결하기 위해 패물을 팔아서 쌀을 샀다. 하지만 남선비가 오지 않자 직접 그를 찾으러 나선다. 노일자대에 의해 물에 빠져 죽었으나, 할락궁이의 도움으로 다시 살아나며, 부엌을 지키는 조왕신이 된다.
- 나쁜 여자

오동국에서 주막을 운영하는 주모. 남선비가 쌀을 가득 싣고 오동국에 오자, 그를 유혹하여 쌀을 몽땅 빼앗고, 독약을 먹여, 남선비의 시력까지 빼앗아 간다. 그 후 여산부인을 물에 빠뜨리고 자기가 여산부인 행세를 하며 돌아온다. 다른 돈되는 것을 찾으려고 왔으나, 아무것도 없자, 가족 모두를 살해하려는 흉계까지 꾸민다. 결국 그녀의 아들들에게 만행이 들키고 말았으며, 그녀는  궁지에 몰리자 화장실에서  스스로 자살한다. 천지왕은 화장실에 가두어 그녀의 악한 마음을 정화시키고, 그녀를 화장실을 지키는 여신으로  환생시킨다.
- 녹두생이

남선비와 여산부인의 막내아들. 위장을 하고 들어온 나쁜 여자를 한번에 알아냈으며, 나쁜 여자가  꾸미는 흉계를 모두 알아내 남선비와 그 가족들을 지켜낸다. 상당히 머리가 좋은 인물. 후에 대문을 지키는 문왕신이 된다.
- 두루미

십장생의 하나로 말을 할 줄 알며 녹두생이를 천상계로 데려다준다. 도중에 먹을 잉어 7마리를 챙겨가는데, 녹두생이가 한 마리를 떨어트려 추락할 위기에 처하지만 녹두생이가 팔을 잘라 먹여 천상계에 도착한다. 잘린 팔은 할락궁이가 복구시키고 어머니도 살려준다.
‘’‘나쁜 여자’‘’
남자 악당의 일가 중 유일하게 할락궁이가 살려준 인물. 그녀는 그녀의 아버지와 언니들을 포함한 가족을 모두 잃고, 그 집에 혼자 머물며 살았다. 그녀는 자신의 집에 찾아온 국왕의 세명의 아들들을  독살한후 우물에 시신을 버린다. 하지만 그녀는 결국 국왕의 세명의 아들들을 독살한게 들통나서 염라대왕에 의해 지옥으로 떨어진다.
- 강림

그는 다른 지역의 심부름꾼이었다. 다른 모든 것이 다 뛰어나지만(그냥 힘만 세다.) 그는 정작 가장 중요한 것 중에 하나인 외모가 최악인 아내를 두고 있다. 마지막에 자신의 잘못을 깨닫고 아내에게 선물을 준비한다. 선물이 전달되기 전에 관장이 강림의 육체를 원한다 하여 아내의 눈앞에서 쓰러진다. 후에는 어찌 되었는지 모르지만 지금은 차사들의 수장인 '강림도령'이 되어 차사의 일을 하고 있다.
- 관장

그는 다른 마을의 경찰관이다. 뭔가 부족한 면이 있으며 강림이 염라대왕의 부하가 된 이유를 만든 인물이다.

## 미디어 믹스

### 영화
영화화의 차이는 영화 《신과 함께》와의 차이점은 원작에선 '진기한' 캐릭터가 있는 반면, 영화에선 '진기한' 캐릭터의 역할을 '강림'이 같이 한다는 것이 있다.

### 드라마
주호민이 트위터에 저승편 드라마화 판권이 넘어갔다고 올렸다.

### 게임
신과함께 : 체험판이 이미 출시되었다.

### 일본 만화
일본의 만화가인 미와 요시유키라는 작가가 이 만화를 리메이크 하여 영 간간에서 연재를 하였다.